# Lethe goalpara
Lethe goalpara är en fjärilsart som beskrevs av Moore 1865. Lethe goalpara ingår i släktet Lethe och familjen praktfjärilar. Inga underarter finns listade i Catalogue of Life.